# Encanto (San Diego)

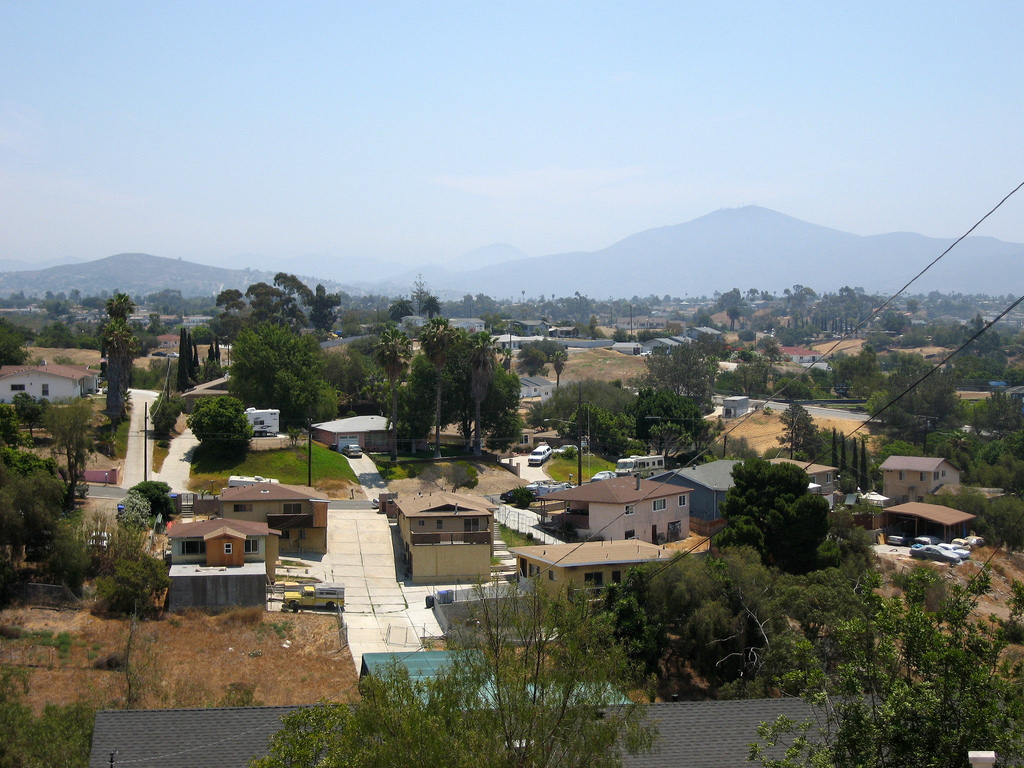
Vista do sub-bairro Encanto do Sul

Encanto é um bairro localizado em San Diego, estado da Califórnia. O bairro é dividido em outros dois sub-bairros: Encanto do Norte e Encanto do Sul.